# Cassandra Tate
Cassandra Tate (née le 11 septembre 1990) est une athlète américaine, spécialiste du 400 mètres haies.

## Biographie
En août 2015, Cassandra Tate remporte la médaille de bronze des Championnats du monde de Pékin en 54 s 02, proche de son record personnel (54 s 01).
Moins en forme durant la saison 2016, elle remporte malgré tout le trophée de Ligue de diamant avec son meilleur temps de la saison le 9 septembre en 54 s 47.

## Vie privée
Son fiancé est le coureur David Verburg.

## Palmarès
| Date | Compétition                    | Lieu             | Résultat | Épreuve     | Temps         |
| ---- | ------------------------------ | ---------------- | -------- | ----------- | ------------- |
| 2014 | Championnats du monde en salle | Sopot            | 1re      | 4 × 400 m   | 3 min 24 s 83 |
| 2015 | Championnats du monde          | Pékin            | 3e       | 400 m haies | 54 s 02       |
| 2016 | Ligue de diamant               | Ligue de diamant | 1re      | 400 m haies | détails       |
| 2017 | Championnats du monde          | Londres          | 7e       | 400 m haies | 55 s 43       |
| 2022 | Championnats NACAC             | Freeport         | 3e       | 400 m haies | 55 s 62       |

## Records
| Épreuve       | Performance | Lieu        | Date            |
| ------------- | ----------- | ----------- | --------------- |
| 400 m haies   | 54 s 01     | Pékin       | 26 août 2015    |
| 400 m (salle) | 52 s 40     | Albuquerque | 23 février 2014 |